# Alabaster

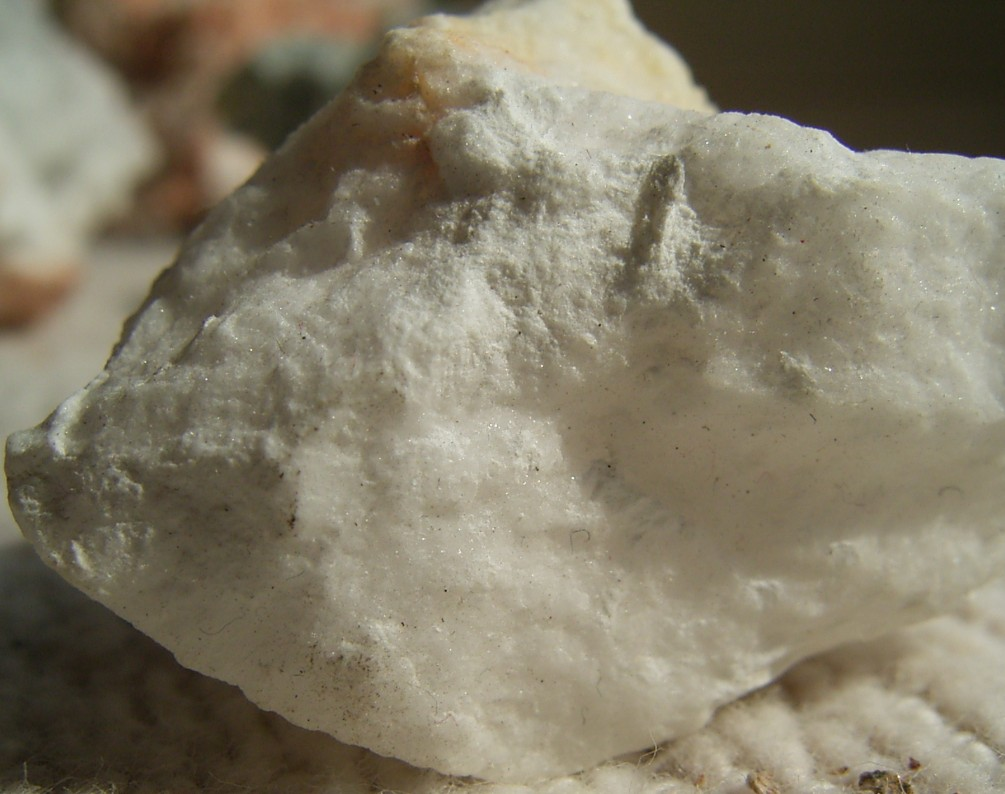
Alabaster-Rohstein aus Briar (Arkansas), USA

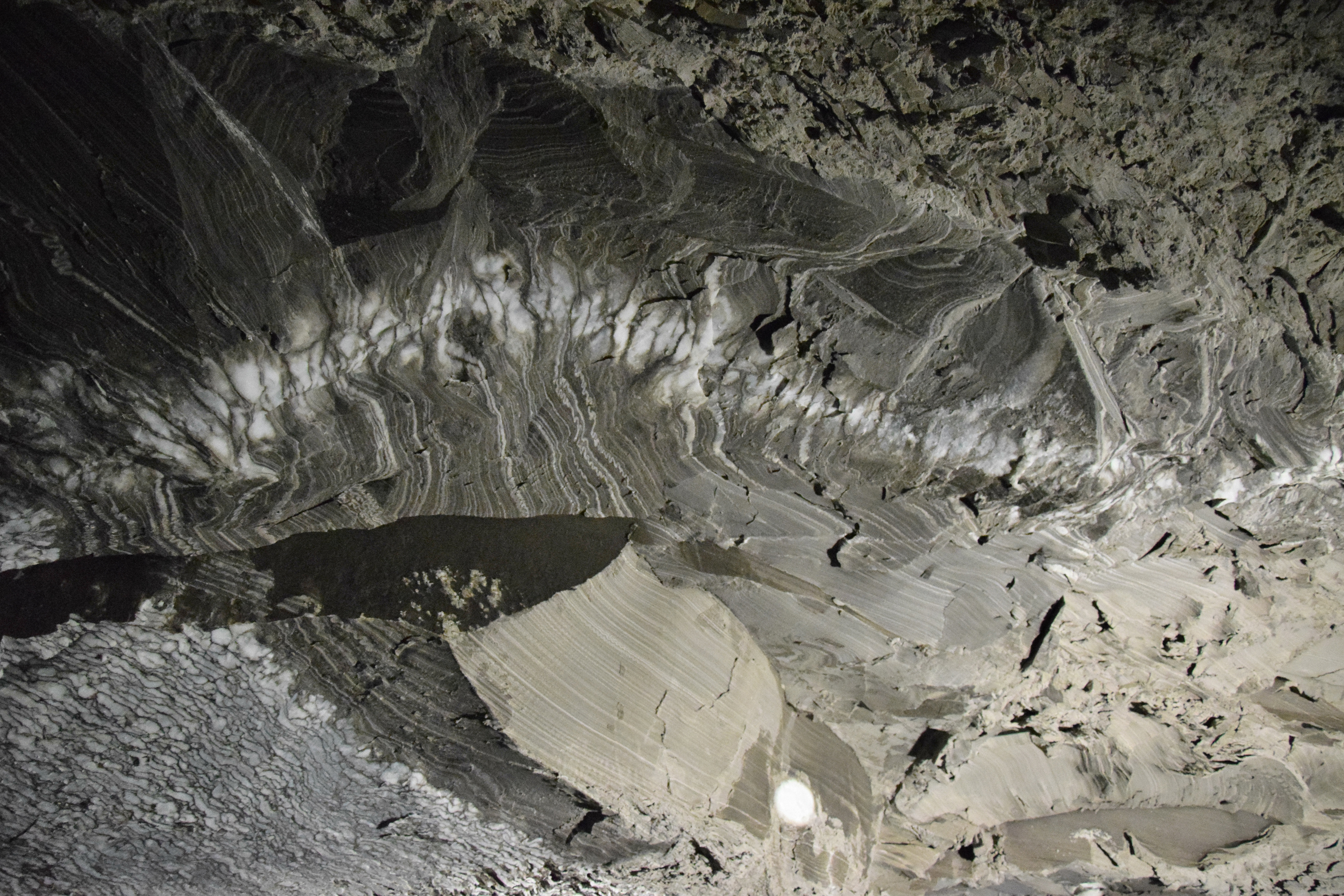
Barbarossahöhle, Ablagerungen mit Alabasterauge am Grottensee

Der Alabaster (auch Alabastergips und lateinisch Alabastrum) ist eine sehr häufig vorkommende, mikrokristalline Varietät des Minerals Gips. Chemisch gesehen handelt es sich beim Alabaster also um ein wasserhaltiges Calciumsulfat mit der chemischen Zusammensetzung Ca[SO4]·2H2O.

## Beschreibung
Alabaster hat optisch gewisse Ähnlichkeit mit Marmor, ist aber im Gegensatz zu diesem ein schlechter Wärmeleiter und fühlt sich deshalb warm an. Ein weiterer Unterschied ist seine geringere Wetterfestigkeit, das heißt, er würde sich witterungsbedingt schnell zersetzen und unansehnlich werden. Alabaster wird daher in der Bildhauerei ausschließlich für Innenraumobjekte genutzt. Seine Farbe kann je nach Fundort weiß, hellgelb, rötlich, braun oder grau sein.
Als Ägyptischer Alabaster wird eine Varietät von Calcit mit ähnlichem Aussehen wie die Gipsspat-Varietät bezeichnet. Diese ist allerdings im Gegensatz zum Gips-Alabaster wasserunlöslich und härter. Es handelt sich dabei um Kalksinter (Onyxmarmor). Die Bezeichnung „Ägyptischer Alabaster“ für den verarbeiteten Kalksinter aus dem Wadi Sannur und dem Bosra-Wadi hält sich in der Archäologie hartnäckig.

## Etymologie und Geschichte

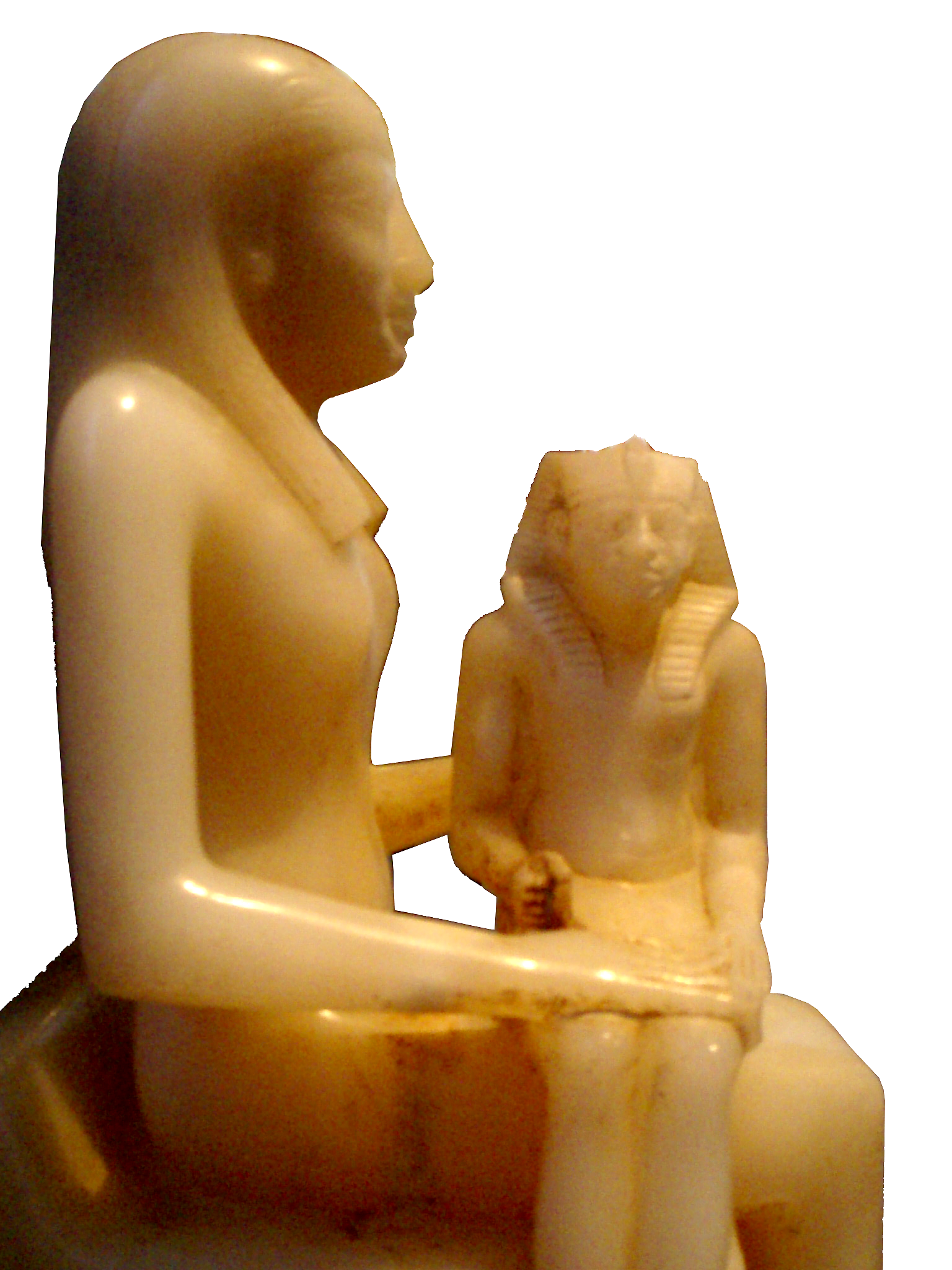
Alabasterstatue aus dem Alten Ägypten

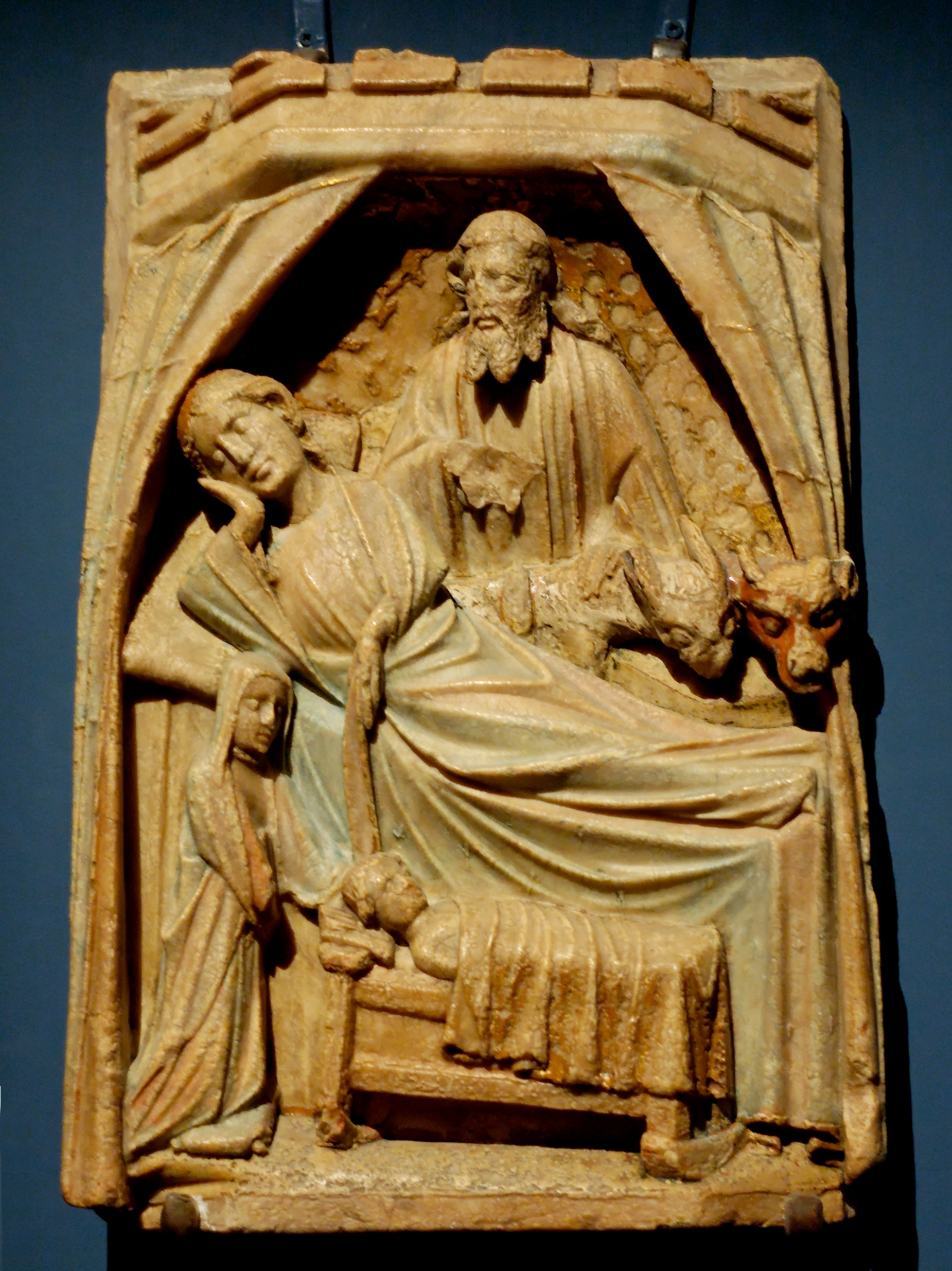
Relief der Geburt Christi, aus englischem Alabaster, um 1400, Nottingham

Die Region zwischen Minia und Assiut bezeichneten die Ägypter in der ptolemäischen Zeit mit dem Gaunamen Alabastrites. Der dort gewonnene Dekorationsstein, petrographisch ein Kalksinter und heute auch als Onyxmarmor bezeichnet, bekam dieses Wort übertragen, um ihn nach seiner Herkunft zu benennen. Rosemarie Klemm und Dietrich Klemm gehen davon aus, dass die Römer diesen Begriff wegen ähnlicher optischer Eigenschaften auf das Gipsgestein aus der Umgebung von Volterra übertrugen.
Für den Ursprung oder die Herleitung des Worts Alabaster sind auch andere Theorien diskutiert worden:
Es wird vermutet, dass der Begriff Alabaster auf die oberägyptische Stadt Alabastron Polis zurückgeht, in deren Nähe die großen Alabastersteinbrüche von Hatnub liegen. Eine andere Auslegung besagt, dass der Begriff aus ana(r) und den Namen bast(et) abgeleitet ist, was so viel heißt wie „Stein der Göttin Bastet“. Sie war mythischen Überlieferungen zufolge Besitzerin von Schminkgefäßen aus Alabaster. Andere Vermutungen gehen dahin, dass er aus dem Wort ἄλαβα alaba (griechisch für „ohne Henkel“) entstanden ist. In übertragener Bedeutung bezeichnet der Begriff „Alabasterhaut“ eine sehr helle, ebenmäßige Haut mit samtigem Glanz. Im Barock galt diese „alabasterfarbene“ Haut als Schönheitsideal adliger Frauen.
Im spätmittelalterlichen England wurden in den Midlands, bei Tutbury, Staffordshire und etwas später in Chellaston, Derbyshire ausgedehnte Alabastervorkommen entdeckt. Dies führte zu einer breiten Produktion von Grabmälern, Altartafeln, Statuen und Statuetten. Die Herstellung der Andachtsobjekte wurde in Werkstätten in Nottingham vermutet. Neuere Forschungen haben jedoch gezeigt, dass die Alabasterobjekte im Umkreis der Steinbrüche entstanden sind, denn das Rohmaterial bestand aus großen Blöcken, die zweckmäßig vor Ort verarbeitet werden mussten. Der kostspielige Transport des Materials über Land nach Nottingham hätte die Produktion der Objekte unnötig verteuert, zumal der River Trent, der in der Nähe der Steinbrüche in Richtung Nottingham fließt, im Mittelalter noch nicht schiffbar war. Die „Schule von Nottingham“, der die englische Alabasterproduktion bis heute fälschlich zugeschrieben wird, ist eine Legende, die der Kunsthistoriker John Hope 1907 behauptet hat, weil dort um 1370 einmal ein Bildhauer für Alabaster nachweisbar ist, aber danach keiner mehr.
Die mittelalterlichen englischen Andachtsobjekte aus Alabaster haben sich vor allem in Frankreich in den Regionen erhalten, die im Mittelalter im Besitz der Engländer waren, in Aquitanien, der Normandie und der Bretagne. In England selbst wurden die Werke während der Reformation im 16. Jahrhundert und der Revolution im 17. Jahrhundert vollständig zerstört oder außer Landes geschafft, gelegentlich vergraben. Die Alabastergrabmäler für englische Könige und Adlige, aber auch zu Reichtum gekommene Bürger sind noch heute in vielen Kirchen Englands zu sehen. Herausragende Beispiele sind die Grabmäler für Edward II. in der Kathedrale von Gloucester und für Heinrich IV. und seine Frau Joan in der Kathedrale von Canterbury sowie das Dreiergrabmal für Margaret Holland, den Earl of Somerset und den Duke of Clarence ebenda.
Die Steinbrüche der Midlands sind seit den 1920er Jahren erschöpft und von Vegetation überwuchert.

## Varietäten und Modifikationen
Weitere Varietäten des Gipsspat sind Marienglas (Selenit) und Fasergips.

## Bildung und Fundorte
Alabaster ist in den meisten Fällen seines natürlichen Auftretens ein Sediment, das in größeren Mengen innerhalb von Salzseen oder isolierten Meeresbecken bei der Verdunstung von Wasser entsteht. Diese Bildungsweise kann man sich durch den Rückzug des Meeres im muldenförmigen Niederungen vorstellen; hier oft in Paragenese mit Karbonaten, Halit und anderen ähnlichen Mineralien. Je nach Betrachtungsweise und Lagerstättensituation spricht man von einem Mineral oder Evaporitgestein.
Alabaster kann aber auch durch Verwitterung als Sinterablagerung oder durch Oxydationsprozesse in sulfidischen Erzlagerstätten entstehen.
Fundorte für Kristalle sind unter anderem Rumänien (Cavnic), Polen (Tarnobrzeg), Spanien (Gorguel) und Mexiko (Naica, Chihuahua). Die feinkörnigen Aggregate findet man unter anderem in Italien.
Ein großes Abbaugebiet liegt zwischen Sulzheim und Bad Windsheim in Unterfranken. Dort wird schon seit Jahrhunderten Gips abgebaut und Alabaster in Form von kartoffelgroßen Knollen gefunden, der sich als Einschluss im Gips befindet.
Im Alabaster Caverns State Park in Oklahoma befindet sich eine der größten, als Schauhöhle ausgebaute, Gipshöhle der Welt mit einer Länge von etwas über einem Kilometer. Die Wände der Höhle sind mit rosafarbenem, weißem und dem seltenen schwarzen Alabaster ausgekleidet. 

### Abbau

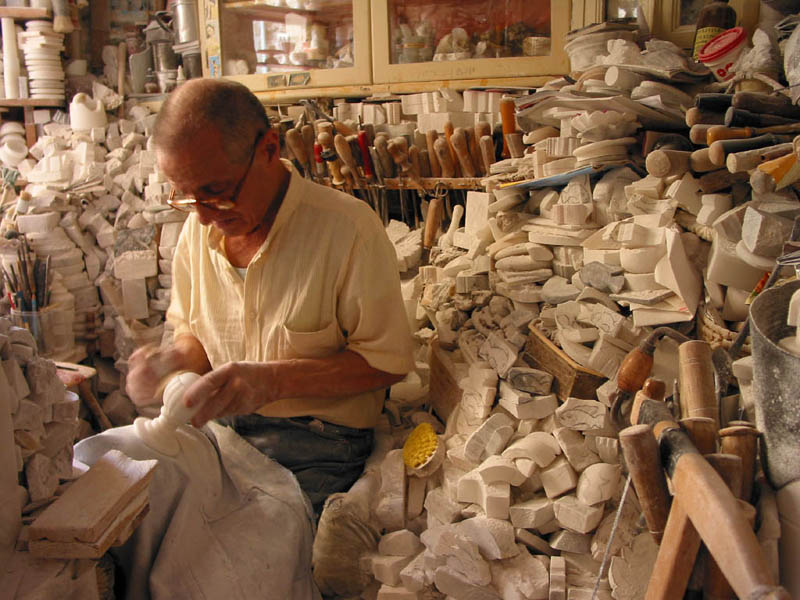
Alabasterwerkstatt in Volterra

Beim Abbau von Alabaster zu gewerblich-kunsthandwerklichen Zwecken findet man eiförmige Rohblöcke von 1 bis 3 Metern Länge. Auch heute wird noch in Europa Alabaster gefördert und verarbeitet. Ein Zentrum der europäischen Alabasterverarbeitung ist das italienische Volterra, in dessen Umgebung das Gestein schon seit etruskischer Zeit genutzt wird.

## Verwendung
Da Alabaster deutlich weicher ist als viele Gesteine, wie beispielsweise Marmor, aber härter als herkömmlicher Gips, wurde er gern für Vasen und Kunstgegenstände verwendet. Alabaster eignet sich sowohl zur Herstellung kleiner Schmuckgegenstände als auch für lebensgroße Skulpturen und Reliefs. Allerdings gehört er bildhauerisch gesehen zu den typischen Innenraum-Steinen, das heißt, Alabaster ist nicht wetterfest – solche Skulpturen sind auf geschützte Räume angewiesen. Der in Kirchen und anderen Bauwerken an Stelle von Marmor gleichbedeutend verwendete Werkstoff galt nach Auffassung von Georgius Agricola um 1546 noch als „Marmor“.
Dünn geschnitten ist Alabaster sehr lichtdurchlässig und wird daher im Kunsthandwerk gerne für Lampenschalen verwendet. In trockenen Gegenden wie beispielsweise Zentralspanien hat auch die Verwendung als Kirchenfenster Tradition.  Altäre aus Alabaster aus dem Klettgau finden sich auch im Salemer Münster.

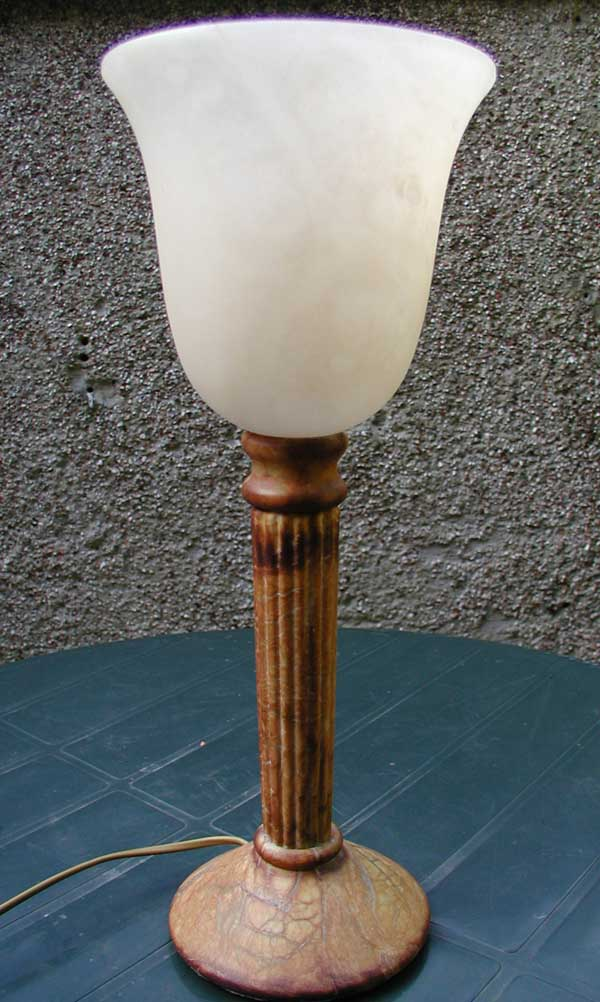
Tischlampe aus italienischem Alabaster
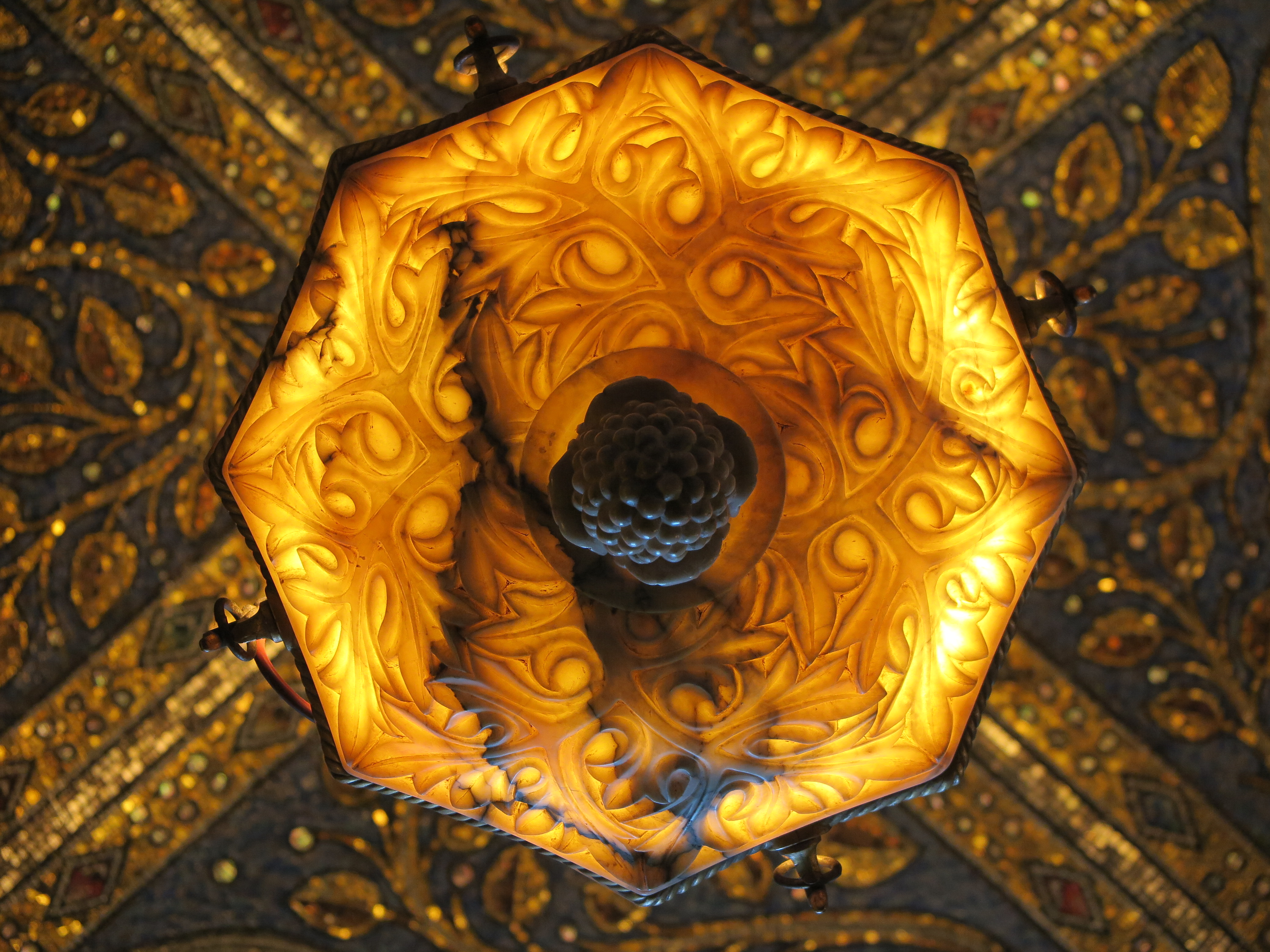
Erleuchtete Alabasterlampe im Aachener Dom, um 1900
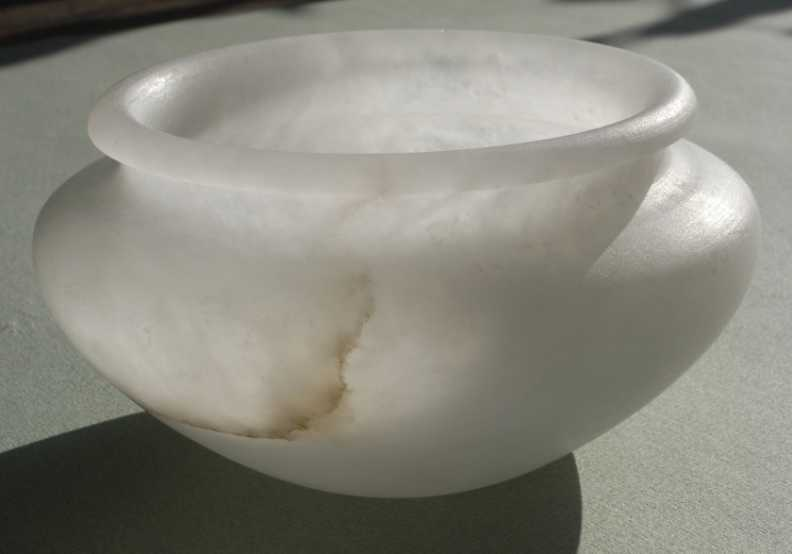
Alabasterschale nach etruskischem Vorbild aus Volterra/Italien
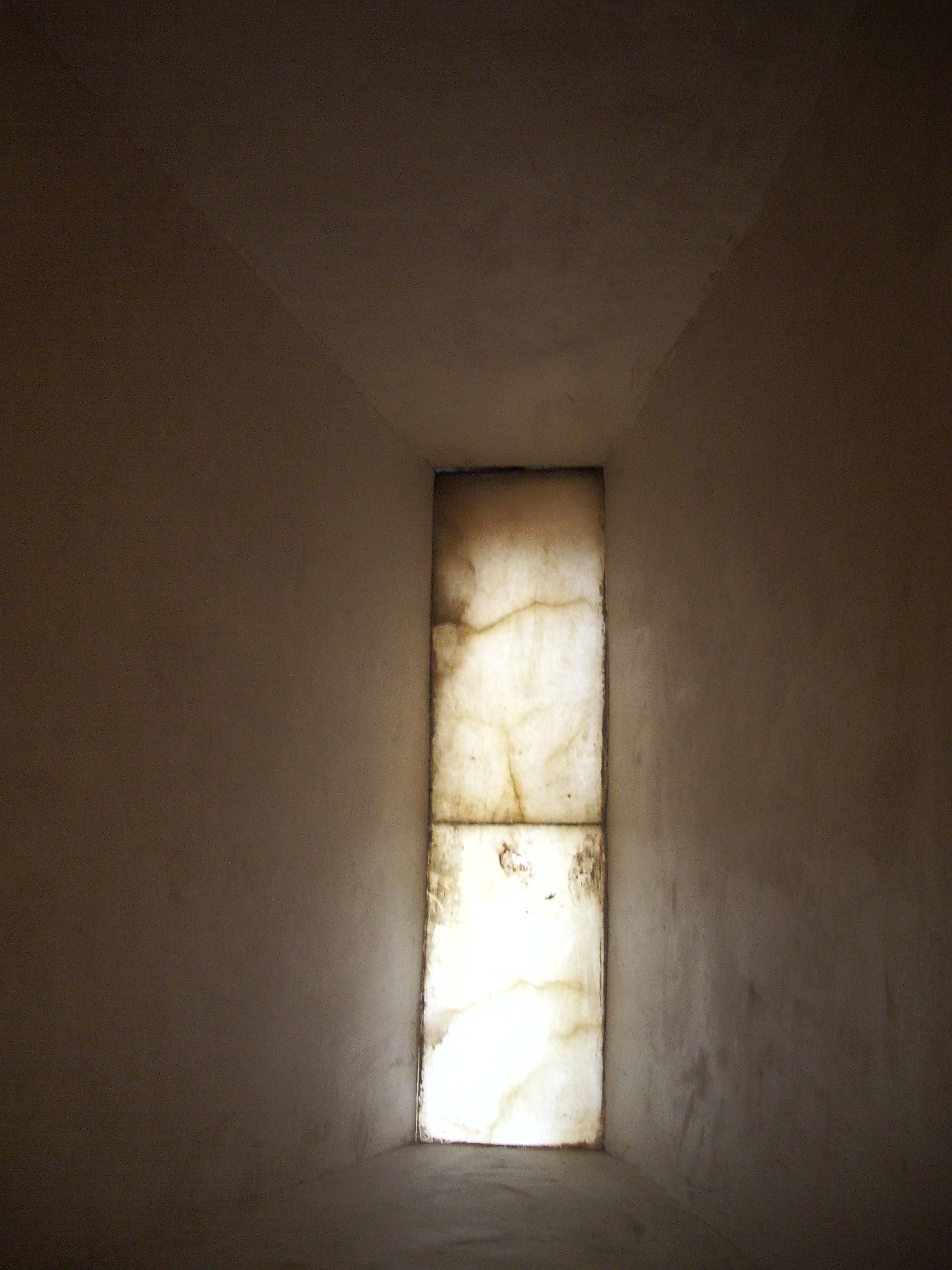
Alabasterfenster im maurischen Aljafería-Palast, Saragossa, Spanien
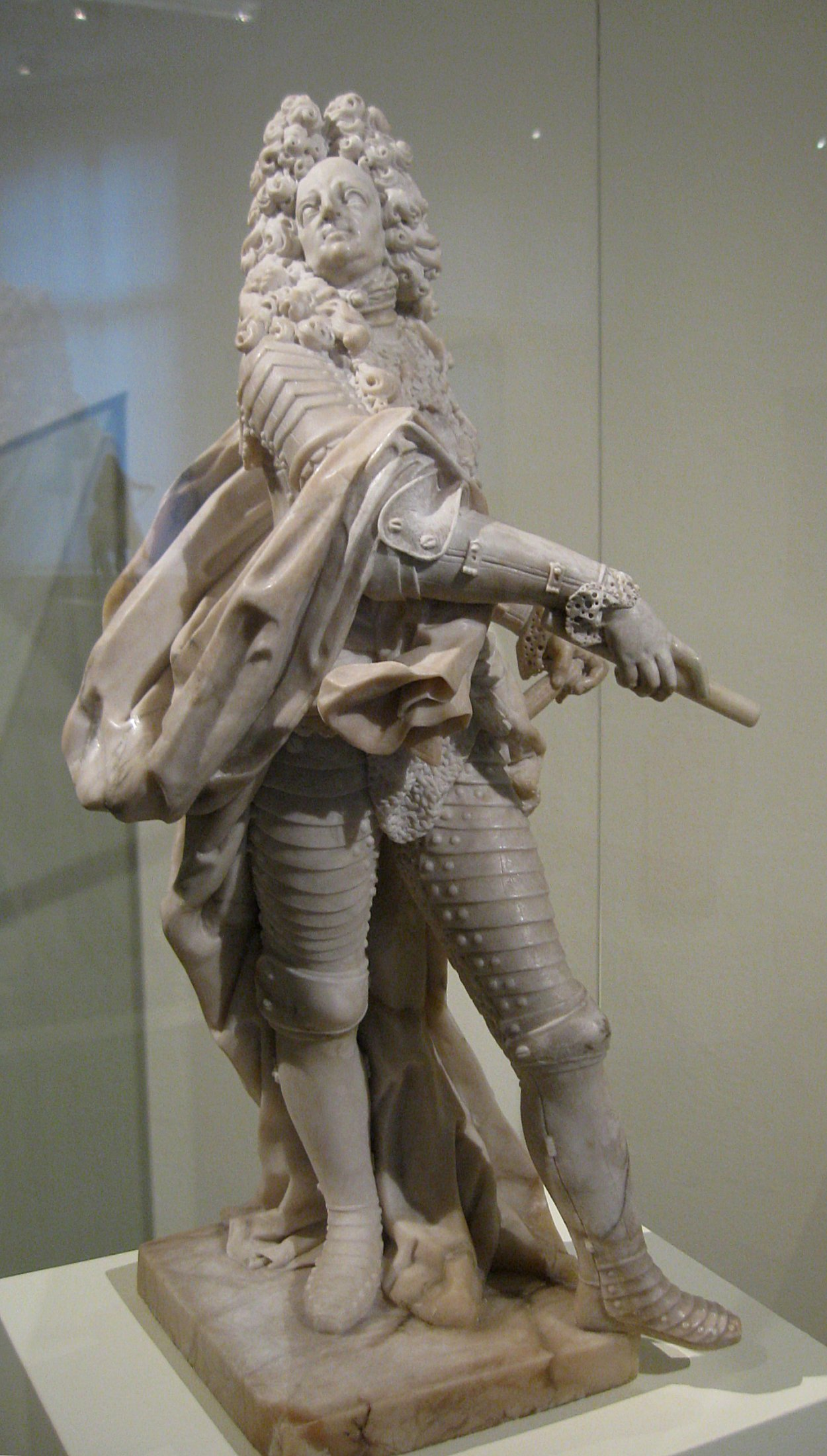
Giuseppe Volpini: Kurfürst Max Emanuel, um 1720, Bayerisches Nationalmuseum
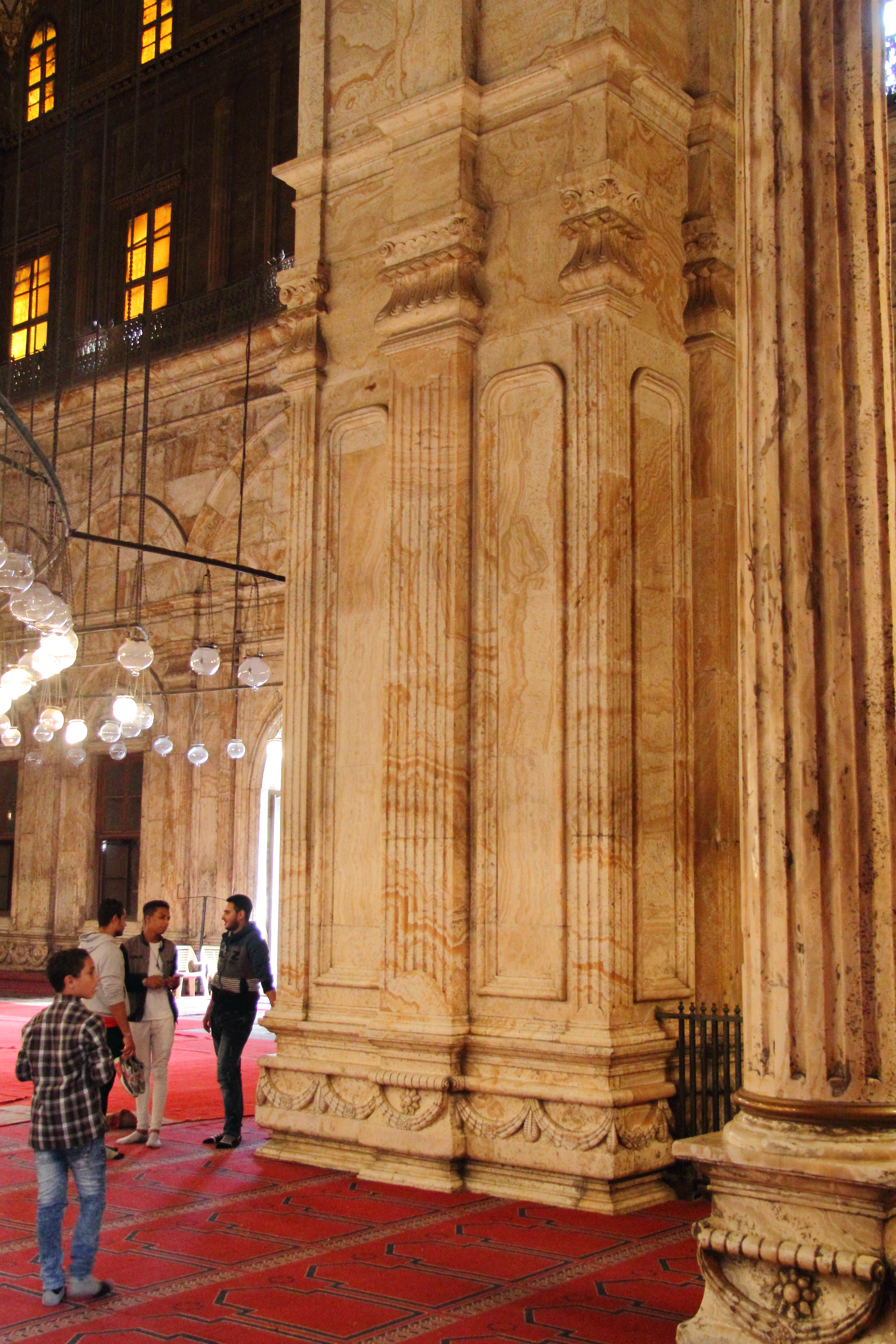
Mit Alabaster verkleidete Wände in der Alabastermoschee in Kairo
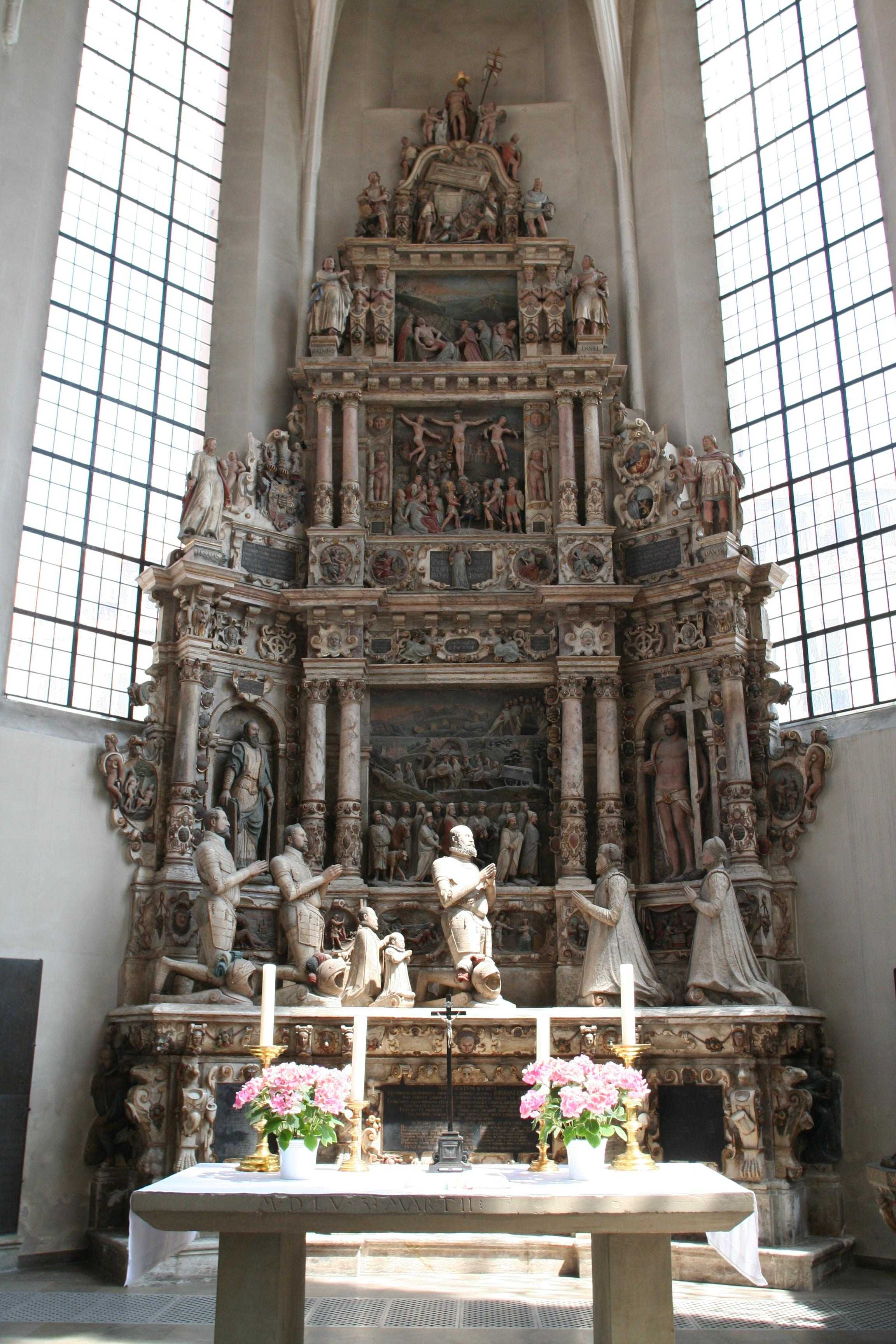
12 Meter hohes Epitaph aus Heldburger Alabaster in der  Morizkirche Coburg für Herzog Johann Friedrich den Mittleren (Bildhauer: Nikolaus Bergner aus Heldburg, 1596/1598)
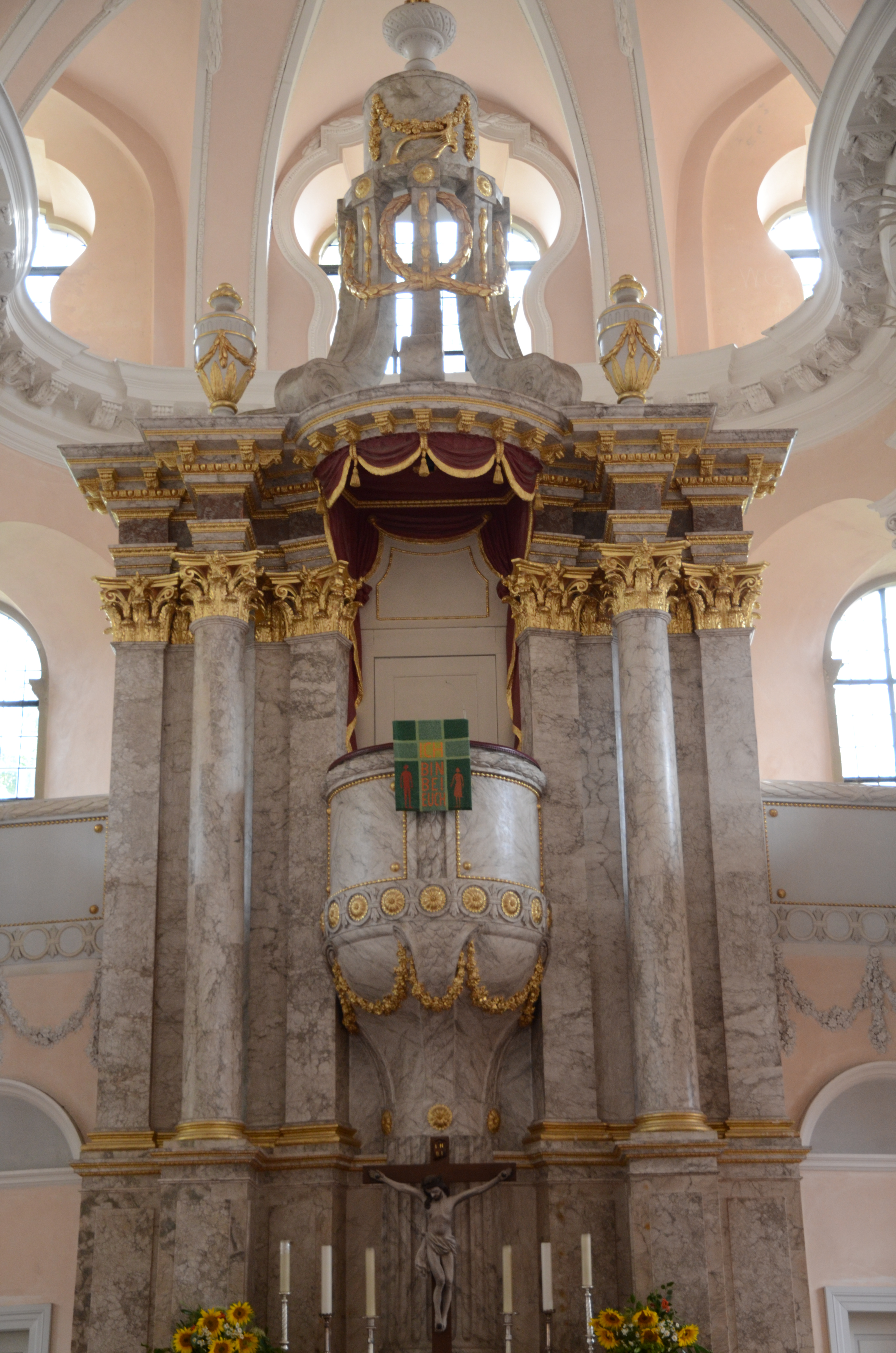
Der Kanzelaltar der St.-Johannes-Kirche in Castell, aus unterfränkischem Alabaster